# Sant'Eugenio (församling)
Sant'Eugenio är en församling i Roms stift, belägen i quartiere Pinciano i norra Rom och helgad åt den helige påven Eugenius I. Församlingen upprättades den 16 mars 1951 genom dekretet Petrianae navis. 

Församlingen förestås av Opus Dei.
Till församlingen Sant'Eugenio hör följande kyrkobyggnader och kapell:
- Sant'Eugenio, Viale delle Belle Arti 10
- Sant'Andrea del Vignola, Via Flaminia 194
- Cappella Ancelle Sacro Cuore di Gesù, Largo dei Monti Parioli 3

## Institutioner inom församlingen
- Chiesa Rettoria Sant'Andrea del Vignola
- Missione con Cura d’Anime Egiziana (Rito Copto-Cattolico) – Comunità Straniera
- Casa Generalizia (Ancelle del Sacro Cuore di Gesù (A.C.I.))
- Casa Generalizia «Villa San Francesco» (Serve di Gesù della Carità (S.d.J.))
- Casa di Cura «Valle Giulia»
- Casa di Riposo «Villa San Francesco»
- Ambasciata d’Italia presso la Santa Sede
- Istituto Comprensivo «Via Giulia 25»